# 권태신
권태신(權泰信, 1949년 10월 15일 ~ , 경북 영천)은 국무총리실장을 역임한 대한민국의 고위 공무원이다.
경북고등학교를 졸업하고 1972년에 서울대학교 경제학과를 졸업했다. 재정경제부 차관 및 국무총리실장 등을 두루 거쳤으며,  국가경쟁력강화위원회 부위원장을 역임하고 현재 한국경제연구원장과 전경련 상근부회장으로 재직하고 있다.

## 학력
- 경북고등학교
- 서울대학교 경제학과 졸업
- 서울대학교 대학원 경제학과 졸업
- 미국 Vanderbilt 대학 MA
- 영국 City 대학 MBA[1]

## 경력
- 1976.08 : 공군중위 예편
- 1976.10 : 행정고시 제19회 합격
- 1988.04 : 재무부 저축심의담당관
- 1989.05 : 대통령비서실 재정금융행정관
- 1991.05 : 재무부 경제협력과장, 국제기구·해외투자과장
- 1994.12 : 재경원 교육예산과장, 예산제도과장, 증권제도담당관
- 대통령비서실 국가경쟁력강화기획단 부장
- 1998.01 : 부총리겸 재정경제부장관 비서실장, 국제금융심의관
- 1998.09 : 주한 영국 대사관 재경관(외교부)
- 2001.07 : 대통령비서실 산업통신비서관
- 2002.01 : 재정경제부 국제금융국장
- 2003.04 : 재정경제부 국제업무정책관
- 2004.06 : 대통령비서실 정책기획비서관, 경제정책비서관
- 2005.07 : 재경부 2차관
- 2006.05 : 경제협력개발기구(OECD) 대표부 대사
- 2008.10 : 국무총리실 사무차장
- 2009.01 ~ 2010.08 : 국무총리실장
- 2011 ~ : 군인자녀교육진흥원 이사
- 2011 ~ 2015 : 삼천리그룹 사외이사
- 2011.09 ~ 2013 : 국가경쟁력강화위원회 부위원장
- 2012 ~ 2015 : SK케미칼 사외이사
- 2013.03 ~ 2017.12 : 두산인프라코어 사외이사
- 2013.12 ~ 2018.12 : SC제일은행 이사회 의장
- 2014.03 ~ 2022.02 : 한국경제연구원장
- 2017.01 : 재단법인 한미동맹재단 이사(재정)
- 2017 ~ : 재단법인 한미동맹재단 고문
- 2017.02 ~ 2023.02: 전국경제인연합회 상근부회장
- 2019.04 ~ : 보다나은미래를위한 반기문재단 운영위원
- 2021.03 ~ : 서울파이낸셜포럼 부회장
- 2022.10 ~ : 한반도미래인구연구원 이사
- 2023 ~ : 김앤장법률사무소 고문
- 2023.04 ~ : 경북고등학교 총동창회장
- 2023.05 ~ : 한-우크라이나 경제협력협회 회장
- 2023.07 ~ : 하나은행 경영자문위원